# Wheatland (Indiana)
Wheatland é uma cidade  localizada no estado americano de Indiana, no Condado de Knox.

## Demografia
Segundo o censo americano de 2000, a sua população era de 504 habitantes.
Em 2006, foi estimada uma população de 489, um decréscimo de 15 (-3.0%).

## Geografia
De acordo com o United States Census Bureau tem uma área de
1,1 km², dos quais 1,1 km² cobertos por terra e 0,0 km² cobertos por água. Wheatland localiza-se a aproximadamente 154 m acima do nível do mar.

## Localidades na vizinhança
O diagrama seguinte representa as localidades num raio de 20 km ao redor de Wheatland.